# San Donato Tavarnelle
San Donato Tavarnelle s.r.l. là một câu lạc bộ bóng đá Ý, có trụ sở tại San Donato ở Poggio, Tavarnelle Val di Pesa và Barberino Tavarnelle, Tuscany.

## Lịch sử

### Thành lập
Câu lạc bộ được thành lập vào năm 2006 sau khi sáp nhập San Donato và Libertas Tavarnelle.

### Serie D
Trong mùa 2013-2014, câu lạc bộ đã được thăng hạng lần đầu tiên, từ Eccellenza Tuscany / B đến Serie D.